# My Life (filme)
My Life é um filme estado-unidense de 1993 do gênero drama. Digirido por Bruce Joel Rubin e produzido por Jerry Zucker, com em seu elenco com Michael Keaton e Nicole Kidman, além de Bradley Whitford, Queen Latifah, Michael Constantine, Rebecca Schull, Mark Lowenthal, Lee Garlington e Toni Sawyer.

## Sinopse
Após descobrir que não vai conseguir ver seu filho nascer pois irá morrer de câncer em breve, Bob Jones decide fazer um vídeo apresentando sua rotina diária.

## Elenco principal
| Ator                 | Papel                  |
| -------------------- | ---------------------- |
| Michael Keaton       | Bob Jones              |
| Nicole Kidman        | Gail Jones             |
| Bradley Whitford     | Paul Ivanovich         |
| Queen Latifah        | Theresa                |
| Michael Constantine  | Bill Ivanovich         |
| Rebecca Schull       | Rose Ivanovich         |
| Mark Lowenthal       | Dr. Mills              |
| Lee Garlington       | Carol Sandman          |
| Toni Sawyer          | Doris                  |
| Haing S. Ngor        | Sr. Ho                 |
| Romy Rosemont        | Anya Stasiuk           |
| Danny Rimmer         | Bobbie (jovem)         |
| Ruth de Sosa         | Rose Ivanovich (jovem) |
| Richard Schiff       | Bill Ivanovich (jovem) |
| Stephen Taylor Knott | Paul Ivanovich (jovem) |

## Recepção
O público pesquisado pelo CinemaScore deu ao filme uma nota "A" na escala de A a F.
No agregador de críticas Rotten Tomatoes, na pontuação onde a equipe do site categoriza as opiniões da  grande mídia e da mídia independente apenas como positivas ou negativas, o filme tem um índice de aprovação de 44% calculado com base em 25 comentários dos críticos. Por comparação, com as mesmas opiniões sendo calculadas usando uma média aritmética ponderada, a nota alcançada é 5,5/10.
Roger Ebert deu ao filme 2,5/4 da nota dizendo que "deveria ser um filme mais rigoroso e obstinado; talvez tenha começado assim, antes de pegar colheradas de mel para fazer o remédio descer".